# Philoliche melanopyga
Philoliche melanopyga är en tvåvingeart som först beskrevs av Christian Rudolph Wilhelm Wiedemann 1819.  Philoliche melanopyga ingår i släktet Philoliche och familjen bromsar.
Artens utbredningsområde är Lesotho. Inga underarter finns listade i Catalogue of Life.